# 蘇琪·沃特豪斯
蘇琪·沃特豪斯（英語：Suki Waterhouse，1992年1月5日—）是一名英國女演員、模特兒、歌手和創業家。於00至10年代中出演過的作品中較著名的是在浪漫電視劇《物質女孩》（2010年）中飾演Lourdes。其後她於2014年參與電影《真愛繞圈圈》的演出並飾演貝克妮而開始被受注意。於2015年及2016年分別客串了電影《分歧者2：叛亂者》及《傲慢與偏見與殭屍》再度引起注意。而使其正式開始聲名大噪的時候，是在2016年參與電影《生存者》並擔任女主角而肯定了其演技。現時最知名的角色是於電影《暗殺國度》中擔任女主角之一的莎拉。

## 感情生活
蘇琪自出道時便與不少男星發生過緋聞或戀情，當中包括了布萊德利·庫柏（2015年分手）、理察·麥登、狄亞哥·盧納。現時其公認的男友為羅伯·派汀森。

## 作品列表

### 電影
| 年份 | 標題                       | 角色                | 附註 |
| ---- | -------------------------- | ------------------- | ---- |
| 2014 | 《真愛繞圈圈》             | 貝克妮·威廉斯       |      |
| 2015 | 《分歧者2：叛亂者》        | 瑪琳                |      |
| 2016 | 《荒唐阿姨：電影版》       | 本人                |      |
| 2016 | 《傲慢與偏見與殭屍》       | 凱薩琳(凱蒂)·班奈特 |      |
| 2016 | 《生存者》                 | 艾倫                |      |
| 2018 | 《暗殺國度》               | 莎拉                |      |
| 2018 | 《末日荒原》               | 艾絲                |      |
| 2018 | 《億萬男孩俱樂部》         | 昆汀塔娜            |      |
| 2018 | 《查理所言》               | 瑪莉·布倫納         |      |
| 2019 | 《POKÉMON 名偵探皮卡丘》   | 諾曼女士            |      |
| 2019 | 《深夜加油站遇見抓狂衰事》 | 席拉                |      |
| 2019 | 《紐約的一個雨天》         | 蒂凡妮              |      |

## 外部連結
- 蘇琪·沃特豪斯在互联网电影资料库（IMDb）上的資料（英文）
- 蘇琪·沃特豪斯的Facebook專頁
- 蘇琪·沃特豪斯的Instagram帳戶